# فوجیوارا نو آکیمیتسو
فوجیوارا نو آکیمیتسو (انگلیسی: Fujiwara no Akimitsu; ۱ ژانویهٔ ۰۹۴۴ – ۷ ژوئیهٔ ۱۰۲۱) سادایجین (وزیر چپ) در دوره هی‌آن اهل ژاپن بود. پدر او فوجیوارا نو کانه‌میچی نام داشت.